# Clément Lenglet
Plantilla:MedalPlantilla:MedalPlantilla:MedalPlantilla:Medal
Clément Lenglet (Beauvais, Oise, 17 de juny de 1995) és un futbolista professional francès que juga com a defensa a l'Atlètic de Madrid. Ha sigut internacional amb la selecció francesa.
Lenglet va explotar a l'AS Nancy, el seu club de formació, el 2014 amb menys de 20 anys. El gener de 2017, Lenglet signaria amb el Sevilla FC per la resta de temporada i quatre més. L'acord pel central francès es tancaria per uns quatre milions i mig d'euros. Va debutar el 12 de gener contra el Reial Madrid en un partit de la Copa del Rei.
El 12 de juliol de 2018, Lenglet es va convertir en jugador del FC Barcelona. Després d'una sèrie de negociacions, el Barça va acabar pagant la seva clàusula de rescissió de 35,9 milions d'euros per la seva incorporació.

## Carrera de club

### Nancy
Nascut a Beauvais, Oise, Lenglet va debutar a la Ligue 2 amb l'AS Nancy el 27 de setembre de 2013 en un empat sense gols a casa contra l'AC Arles-Avignon entrant al camp després de 32 minuts substituint Rémi Walter.
Va fer 34 aparicions durant la temporada 2015-16, en què el Nancy va guanyar el títol de segona divisió. Va marcar el seu primer gol amb l'equip el 29 de gener de 2016, empatant en una victòria a casa per 3-1 davant el Clermont. Va ser expulsat el 12 de febrer per haver concedit un penal amb una falta sobre Serhou Guirassy en un empat 2-2 contra l'Auxerre. El 25 d'abril, va rematar el córner de Benoît Pedretti per a l'únic gol d'una victòria contra el Sochaux a l'Estadi Marcel Picot, guanyant l'ascens del seu equip a la Ligue 1 després d'una absència de tres anys.
A la primera meitat de la temporada 2016-17, va fer 18 aparicions titulars a la Ligue 1 amb el Nancy

### Sevilla
El 4 de gener de 2017, Lenglet es va traslladar a Espanya, signant un acord amb el Sevilla de la primera divisió fins al 2021. La quota de traspàs pagada al Nancy va ser de 5 milions d'euros. Va ser incorporat per substituir el seu compatriota Timothée Kolodziejczak, que s'havia unit al Borussia Mönchengladbach.
Va debutar amb els andalusos vuit dies després en un empat 3-3 a casa amb el Reial Madrid en els vuitens de final de la Copa del Rei 2016-17 (eliminatòria perduda per un global de 6-3). El 15 de gener va debutar a la Lliga contra els mateixos rivals en una victòria per 2-1 a l'Estadi Ramón Sánchez Pizjuán que va posar fi a la seva ratxa de 40 partits invictes en totes les competicions. Va jugar 17 dels seus partits de lliga a la segona meitat de la temporada.
El 19 d'agost de 2017, Lenglet va marcar el seu primer gol amb el Sevilla, obrint un empat a casa contra l'Espanyol en el primer partit de la nova temporada; si va creuar la línia o no es va convertir en un tema de polèmica després del partit. Va marcar el seu primer gol a la competició europea l'1 de novembre, rematant de cap una centrada d'Éver Banega per obrir una victòria a casa per 2-1 contra l'Spartak de Moscou a la fase de grups de la Lliga de Campions de la UEFA. Després d'haver format part del Sevilla que va mantenir la porteria en blanc contra el Manchester United a l'anada dels vuitens de final de la Champions League 2017-18, ESPN va posar a Lenglet al seu Millor XI de la Lliga de Campions.

### FC Barcelona
El 12 de juliol de 2018, Lenglet es va incorporar al FC Barcelona quan va pagar la seva clàusula de rescissió de 35 milions d'euros. Va jugar els 90 minuts complets amb el Barça per vèncer el seu antic club el Sevilla per 2-1 a la Supercopa d'Espanya del 2018. El 23 de setembre, Lenglet va ser expulsat en el seu debut a la Lliga contra el Girona FC després d'un cop de colze sobre Pere Pons. Va marcar el gol de la victòria en el seu partit de Copa del Rei contra la Cultural Leonesa en una victòria per 1-0. Va marcar el seu primer gol amb el Barça a la Lliga davant la Reial Societat al Camp Nou. Va donar una assistència al seu compatriota Antoine Griezmann per al primer gol del Barcelona en una victòria per 3-0 contra la SD Eibar a Ipurua el 19 d'octubre. Lenglet va marcar el seu primer gol a la Lliga de Campions amb el club el 8 d'agost de 2020, amb un cop de cap al minut 10 en una victòria per 3-1 a casa contra el Nàpols en el partit de tornada dels vuitens de final de Barcelona.

#### Cedit al Tottenham Hotspur
El 8 de juliol de 2022, es va anunciar que Lenglet seria cedit al club de la Premier League Tottenham Hotspur FC. Va marcar el seu primer gol pel Tottenham al final del partit de la fase de grups de la Lliga de Campions de la UEFA 2022–23 contra l'Olympique de Marsella, que va permetre l'equip guanyar 2–1, i classificar-se primer de grup per passar a la fase d'eliminatòries. El Tottenham va confirmar la finalització de la cessió de Lenglet el 15 de juny de 2023.

#### Cedit a l'Aston Villa
L'1 de setembre de 2023, Lenglet va tornar a la Premier League cedit per una temporada a l'Aston Villa.

## Carrera internacional
El 21 de maig de 2019, Lenglet va ser convocat a la selecció francesa per part de Didier Deschamps per a un partit amistós contra Bolívia, i per a dos partits de classificació per a la UEFA Euro 2020 contra Andorra i Turquia, tots ells a la primera meitat de juny de 2019. Va debutar en una victòria per 4-0 fora de casa contra Andorra l'11 de juny, i va marcar el seu primer gol en una victòria per 3-0 en el partit invers el 10 de setembre.
Lenglet va ser convocat per a la final de l'Eurocopa 2020. Deschamps el va posar al camp als darrers 16 minuts contra Suïssa per jugar una formació no provada de 3–5–2. a causa de les lesions dels laterals esquerres Lucas Hernández i Lucas Digne. França va perdre de manera inesperada als penals després de l'empat 3-3, amb Lenglet molt acusat del primer gol, en què Haris Seferovic el va batre de cap. Va ser substituït a la mitja part per Kingsley Coman.

## Palmarès
Nancy
- Ligue 2 (1): 2015-16.

FC Barcelona
- Lliga espanyola (1): 2018-19.
- Copa del Rei (1): 2020–21.[28]
- Supercopa d'Espanya (1): 2018.[29]